# Handball-Weltmeisterschaft der Frauen 2023/Qualifikation
Zur Handball-Weltmeisterschaft der Frauen 2023 finden nachfolgend gelistete Qualifikationen statt, um die 32 Mannschaften zu ermitteln.

## Direkte Qualifikation
Direkt qualifiziert sind
- Dänemark, Norwegen und Schweden als Gastgeber

## Qualifikation über Kontinentalverbände

### Afrika
Bei der Afrikameisterschaft 2022 vom 9. bis 19. November 2022 in Senegal qualifizierten sich vier Teams, nämlich Angola, Kamerun, Senegal und Republik Kongo.

### Asien
Bei der Asienmeisterschaft 2022 wurden vom 24. November bis 4. Dezember 2022 in Südkorea fünf Teilnehmer ermittelt, dies sind Südkorea, Japan, China, Iran und Kasachstan.

### Europa
Insgesamt 16 europäische Nationalmannschaften qualifizieren sich für die Weltmeisterschaft 2023. Dabei sind die drei europäischen Co-Gastgeber Norwegen (die auch Titelverteidiger sind), Schweden und Dänemark. Bei der Europameisterschaft 2022 qualifizieren sich drei Teams. In einem europäischen Qualifikationsturnier werden weitere zehn Plätze für europäische Teams bestimmt.

#### Europameisterschaft 2022
Bei der Europameisterschaft 2022 vom 4. bis 20. November 2022 in Montenegro, Nordmazedonien und Slowenien werden drei Teilnehmer der Weltmeisterschaft bestimmt. Da die bei der Europameisterschaft unter die ersten sechs Mannschaften gekommenen Teams aus Dänemark, Norwegen und Schweden bereits als Gastgeber der Weltmeisterschaft qualifiziert sind, standen auch die Halbfinalisten Frankreich und Montenegro sowie die Niederlande, die im Spiel um Platz fünf gegen Schweden antritt, als Teilnehmer fest.

#### Qualifikationsturnier, Phase 1
18 Mannschaften, die sich nicht für die Europameisterschaft 2022 qualifizieren konnten, spielten vom 1. November bis 6. November 2022 in Hin- und Rückspiel um den Einzug in Phase 2 der Qualifikation.
| Mannschaft 1           | Mannschaft 2            | Hinspiel                                    | Rückspiel                                | Tore  |
| ---------------------- | ----------------------- | ------------------------------------------- | ---------------------------------------- | ----- |
| Aserbaidschan          | Portugal                | 19:32 (05:16) (3.11.2022, Paredes)          | 12:36 (05:17) (5.11.2022, Paredes)       | 31:68 |
| Färöer                 | Kosovo                  | 24:27 (13:14) (3.11.2022, Istog)            | 29:28 (16:16) (5.11.2022, Istog)         | 53:55 |
| Slowakei               | Lettland                | 46:21 (23:13) (2.11.2022, Šaľa)             | 43:17 (26:11) (6.11.2022, Valmiera)      | 89:38 |
| Island                 | Israel                  | 34:26 (18:15) (5.11.2022, Hafnarfjörður)    | 33:24 (14:11) (6.11.2022, Hafnarfjörður) | 67:50 |
| Griechenland           | Bosnien und Herzegowina | 23:21 (08:09) (3.11.2022, Cazin)            | 21:22 (09:14) (5.11.2022, Cazin)         | 44:43 |
| Ukraine                | Luxemburg               | 36:13 (18:06) (1.11.2022, Luxemburg)        | 30:11 (16:05) (2.11.2022, Luxemburg)     | 66:24 |
| Bulgarien              | Italien                 | 19:26 (12:09) (2.11.2022, Warna)            | 29:33 (13:18) (6.11.2022, Chieti)        | 48:59 |
| Österreich             | Finnland                | 37:22 (18:11) (3.11.2022, Maria Enzersdorf) | 35:28 (16:13) (6.11.2022, Vantaa)        | 72:50 |
| Vereinigtes Königreich | Türkei                  | 14:39 (07:23) (5.11.2022, Çankaya)          | 16:44 (07:21) (6.11.2022, Çankaya)       | 30:83 |

#### Qualifikationsturnier, Phase 2
In Phase 2 der europäischen Qualifikation spielen die neun Teams, die in Phase 1 gewannen, zehn Teilnehmer der Europameisterschaft 2022 (7.–16. Platz) und die Auswahl Tschechiens. Dabei werden zehn Teilnehmer der Weltmeisterschaft 2023 ermittelt. Für die Auslosung am 20. November 2022 wurden die Mannschaften auf zwei Lostöpfe eingeteilt: In Topf 1 die zehn über die Europameisterschaft 2022 ermittelten Teams aus Kroatien, Spanien, Deutschland, Ungarn, Nordmazedonien, Polen, Rumänien, Slowenien, Serbien und der Schweiz sowie in Topf 2 die Teams aus Tschechien, Österreich, Slowakei, Island, Türkei, Ukraine, Portugal, Griechenland, Italien und Kosovo. Die Teams aus Serbien und dem Kosovo werden aus politischen Gründen nicht gegeneinander ausgelost. Die Playoffs werden am 7./8. April und am 11./12. April 2023 ausgetragen; die zehn Sieger sichern sich ihren Platz für die Weltmeisterschaft. Die Auslosung am 19. November 2022 in Ljubljana ergab die nachstehenden Partien:
| Mannschaft 1   | Mannschaft 2 | Hinspiel                                        | Rückspiel                                      | Tore  |
| -------------- | ------------ | ----------------------------------------------- | ---------------------------------------------- | ----- |
| Türkei         | Serbien      | 24:33 (10:15) (7. April 2023, Giresun)          | 25:32 (15:16) (12. April 2023, Belgrad)        | 49:65 |
| Rumänien       | Portugal     | 35:20 (19:12) (8. April 2023, Pitești)          | 28:24 ( 8:13) (12. April 2023, Paredes)        | 63:44 |
| Island         | Ungarn       | 21:25 (10:14) (8. April 2023, Hafnarfjörður)    | 28:34 (14:17) (12. April 2023, Érd)            | 49:59 |
| Polen          | Kosovo       | 36:22 (17:06) (6. April 2023, Bielsko-Biała)    | 32:20 (17:12) (12. April 2023, Pristina)       | 68:42 |
| Italien        | Slowenien    | 25:31 (11:17) (8. April 2023, Chieti)           | 21:33 (13:18) (12. April 2023, Ljubljana)      | 46:64 |
| Deutschland    | Griechenland | 39:13 (22:06) (9. April 2023, Hamm)             | 36:20 (20:11) (12. April 2023, Chalkida)       | 75:33 |
| Schweiz        | Tschechien   | 31:32 (12:14) (8. April 2023, Basel)            | 27:36 (10:17) (11. April 2023, Brno)           | 58:68 |
| Österreich     | Spanien      | 28:28 (14:18) (8. April 2023, Maria Enzersdorf) | 24:26 (12:11) (12. April 2023, Antequera)      | 52:54 |
| Nordmazedonien | Ukraine      | 22:24 (08:14) (8. April 2023, Skopje)           | 22:31 (12:24) (11. April 2023, Kisvarda)       | 44:55 |
| Slowakei       | Kroatien     | 23:25 (08:11) (7. April 2023, Šaľa)             | 18:31 (10:17) (12. April 2023, Slavonski Brod) | 41:56 |

Mit Serbien, Rumänien, Ungarn, Polen, Slowenien, Deutschland, Tschechien, Spanien, Ukraine und Kroatien sind die Teilnehmer nach dem Europa-Qualifikationsturnier für die Weltmeisterschaft 2023 ermittelt worden.

### Nordamerika und Karibik
Bei der nordamerikanischen und karibischen Meisterschaft 2023 qualifiziert sich ein Team. Dies war Grönland.

### Süd- und Zentralamerika
Bei der süd- und zentralamerikanischen Meisterschaft 2022 wurden vom 15. bis 19. November 2022 in Argentinien zwei Mannschaften ermittelt: Brasilien und Argentinien. Da die Meisterschaft nicht ausreichend Teilnehmer hatte, wurden nur zwei statt drei Plätze für die Weltmeisterschaft vergeben.
Zwei weitere Teams (Paraguay und Chile) wurden dann im März 2023 bei der Zentralamerikameisterschaft 2023 ermittelt.

### Wildcards
Zwei Startplätze werden durch Wildcard bestimmt. Diese wurden Anfang Juli 2023 an die Verbände von Österreich und Island vergeben.

## Teilnehmende Mannschaften
| Mannschaft aus      | Kontinent (Verband)                | Qualifiziert durch                                                     | Datum der Qualifikation | Bisherige Teilnahmen an den 25 Weltmeisterschaften | Bisherige Teilnahmen an den 25 Weltmeisterschaften                                                                                                   | Bisherige Teilnahmen an den 25 Weltmeisterschaften |
| Mannschaft aus      | Kontinent (Verband)                | Qualifiziert durch                                                     | Datum der Qualifikation | Anzahl                                             | Jahre | Titel (Jahr)                                       |
| ------------------- | ---------------------------------- | ---------------------------------------------------------------------- | ----------------------- | -------------------------------------------------- | --- | -------------------------------------------------- |
| Dänemark            | Europa (EHF)                       | Gastgeber                                                              | 28. Januar 2017         | 21                                                 | 1957, 1962, 1965, 1971, 1973, 1975, 1990, 1993, 1995, 1997, 1999, 2001, 2003, 2005, 2009, 2011, 2013, 2015, 2017, 2019, 2021                         | 1 (1997)                                           |
| Norwegen            | Europa (EHF)                       | Gastgeber                                                              | 28. Januar 2017         | 20                                                 | 1971, 1973, 1975, 1982, 1986, 1990, 1993, 1995, 1997, 1999, 2001, 2003, 2005, 2009, 2011, 2013, 2015, 2017, 2019, 2021                               | 4 (1999, 2011, 2015, 2021)                         |
| Schweden            | Europa (EHF)                       | Gastgeber                                                              | 28. Januar 2017         | 11                                                 | 1957, 1990, 1993, 1995, 2001, 2009, 2011, 2015, 2017, 2019, 2021                                                                                     | 0                                                  |
| Frankreich          | Europa (EHF)                       | Europameisterschaft 2022                                               | 16. November 2022       | 15                                                 | 1986, 1990, 1997, 1999, 2001, 2003, 2005, 2007, 2009, 2011, 2013, 2015, 2017, 2019, 2021                                                             | 2 (2003, 2017)                                     |
| Montenegro          | Europa (EHF)                       | Europameisterschaft 2022                                               | 16. November 2022       | 06                                                 | 2011, 2013, 2015, 2017, 2019, 2021 | 0                                                  |
| Niederlande         | Europa (EHF)                       | Europameisterschaft 2022                                               | 16. November 2022       | 13                                                 | 1971, 1973, 1978, 1986, 1999, 2001, 2005, 2011, 2013, 2015, 2017, 2019, 2021                                                                         | 1 (2019)                                           |
| Angola              | Afrika (CAHB)                      | Afrikameisterschaft 2022                                               | 16. November 2022       | 16                                                 | 1990, 1993, 1995, 1997, 1999, 2001, 2003, 2005, 2007, 2009, 2011, 2013, 2015, 2017, 2019, 2021                                                       | 0                                                  |
| Senegal             | Afrika (CAHB)                      | Afrikameisterschaft 2022                                               | 16. November 2022       | 01                                                 | 2019 | 0                                                  |
| Kamerun             | Afrika (CAHB)                      | Afrikameisterschaft 2022                                               | 16. November 2022       | 03                                                 | 2005, 2017, 2021 | 0                                                  |
| Rep. Kongo          | Afrika (CAHB)                      | Afrikameisterschaft 2022                                               | 16. November 2022       | 06                                                 | 1982, 1999, 2001, 2007, 2009, 2021 | 0                                                  |
| Brasilien           | Süd- und Zentralamerika (COSCABAL) | Süd- und Zentralamerikameisterschaft 2022                              | 18. November 2022       | 14                                                 | 1995, 1997, 1999, 2001, 2003, 2005, 2007, 2009, 2011, 2013, 2015, 2017, 2019, 2021                                                                   | 0                                                  |
| Argentinien         | Süd- und Zentralamerika (COSCABAL) | Süd- und Zentralamerikameisterschaft 2022                              | 18. November 2022       | 11                                                 | 1999, 2003, 2005, 2007, 2009, 2011, 2013, 2015, 2017, 2019, 2021                                                                                     | 0                                                  |
| Südkorea            | Asien (AHF)                        | Asienmeisterschaft 2022                                                | 30. November 2022       | 19                                                 | 1978, 1982, 1986, 1990, 1993, 1995, 1997, 1999, 2001, 2003, 2005, 2007, 2009, 2011, 2013, 2015, 2017, 2019, 2021                                     | 1 (1995)                                           |
| Japan               | Asien (AHF)                        | Asienmeisterschaft 2022                                                | 30. November 2022       | 20                                                 | 1962, 1965, 1971, 1973, 1975, 1986, 1995, 1997, 1999, 2001, 2003, 2005, 2007, 2009, 2011, 2013, 2015, 2017, 2019, 2021                               | 0                                                  |
| Volksrepublik China | Asien (AHF)                        | Asienmeisterschaft 2022                                                | 30. November 2022       | 17                                                 | 1986, 1990, 1993, 1995, 1997, 1999, 2001, 2003, 2005, 2007, 2009, 2011, 2013, 2015, 2017, 2019, 2021                                                 | 0                                                  |
| Iran                | Asien (AHF)                        | Asienmeisterschaft 2022                                                | 30. November 2022       | 01                                                 | 2021 | 0                                                  |
| Kasachstan          | Asien (AHF)                        | Asienmeisterschaft 2022                                                | 3. Dezember 2022        | 06                                                 | 2007, 2009, 2011, 2015, 2019, 2021 | 0                                                  |
| Paraguay            | Süd- und Zentralamerika (COSCABAL) | Zentralamerikameisterschaft 2023                                       | 4. März 2023            | 04                                                 | 2007, 2013, 2017, 2021 | 0                                                  |
| Chile               | Süd- und Zentralamerika (COSCABAL) | Zentralamerikameisterschaft 2023                                       | 4. März 2023            | 01                                                 | 2009 | 0                                                  |
| Tschechien          | Europa (EHF)                       | Europäische Qualifikationsspiele                                       | 11. April 2023          | 07                                                 | 1995, 1997, 1999, 2003, 2013, 2017, 2021 | 0                                                  |
| Ukraine             | Europa (EHF)                       | Europäische Qualifikationsspiele                                       | 11. April 2023          | 07                                                 | 1995, 1999, 2001, 2003, 2005, 2007, 2009 | 0                                                  |
| Serbien             | Europa (EHF)                       | Europäische Qualifikationsspiele                                       | 12. April 2023          | 05                                                 | 2013, 2015, 2017, 2019, 2021 | 0                                                  |
| Rumänien            | Europa (EHF)                       | Europäische Qualifikationsspiele                                       | 12. April 2023          | 25                                                 | 1957, 1962, 1965, 1971, 1973, 1975, 1978, 1982, 1986, 1990, 1993, 1995, 1997, 1999, 2001, 2003, 2005, 2007, 2009, 2011, 2013, 2015, 2017, 2019, 2021 | 1 (1962)                                           |
| Ungarn              | Europa (EHF)                       | Europäische Qualifikationsspiele                                       | 12. April 2023          | 23                                                 | 1957, 1962, 1965, 1971, 1973, 1975, 1978, 1982, 1986, 1993, 1995, 1997, 1999, 2001, 2003, 2005, 2007, 2009, 2013, 2015, 2017, 2019, 2021             | 1 (1965)                                           |
| Polen               | Europa (EHF)                       | Europäische Qualifikationsspiele                                       | 12. April 2023          | 17                                                 | 1957, 1962, 1965, 1973, 1975, 1978, 1986, 1990, 1993, 1997, 1999, 2005, 2007, 2013, 2015, 2017, 2021                                                 | 0                                                  |
| Slowenien           | Europa (EHF)                       | Europäische Qualifikationsspiele                                       | 12. April 2023          | 7                                                  | 1997, 2001, 2003, 2005, 2017, 2019, 2021 | 0                                                  |
| Deutschland         | Europa (EHF)                       | Europäische Qualifikationsspiele                                       | 12. April 2023          | 22                                                 | 1957, 1962, 1965, 1971, 1973, 1978, 1982, 1990, 1993, 1995, 1997, 1999, 2003, 2005, 2007, 2009, 2011, 2013, 2015, 2017, 2019, 2021                   | 1 (1993)                                           |
| Spanien             | Europa (EHF)                       | Europäische Qualifikationsspiele                                       | 12. April 2023          | 11                                                 | 1993, 2001, 2003, 2007, 2009, 2011, 2013, 2015, 2017, 2019, 2021                                                                                     | 0                                                  |
| Kroatien            | Europa (EHF)                       | Europäische Qualifikationsspiele                                       | 12. April 2023          | 07                                                 | 1995, 1997, 2003, 2005, 2007, 2011, 2021 | 0                                                  |
| Grönland            | Nordamerika und Karibik (NACHC)    | Nordamerikanische und karibische Handballmeisterschaft der Frauen 2023 | 11. Juni 2023           | 01                                                 | 2001 | 0                                                  |
| Österreich          | Europa (EHF)                       | Wildcard                                                               | 3. Juli 2023            | 13                                                 | 1957, 1986, 1990, 1993, 1995, 1997, 1999, 2001, 2003, 2005, 2007, 2009, 2021                                                                         | 0                                                  |
| Island              | Europa (EHF)                       | Wildcard                                                               | 3. Juli 2023            | 01                                                 | 2011 | 0                                                  |